# Secuiana
Secuiana este o fabrică de confecții din Târgu Secuiesc.
A fost fondată în 1968 și este cea mai mare producătoare de pantaloni din România, marfa fiind destinată în special clienților din Uniunea Europeană.
Face parte din grupul Secuiana, alături de producătorii de textile Seconf - Covasna și S'mode, dar și firma de transport Secuiana Trans.
În anul 2007, Secuiana a raportat o cifră de afaceri de 8 milioane euro și un profit de 330.000 de euro.
Număr de angajați:
- 2009: 774[2]
- 2005: 1.400[3]
- 1999: 2.500[4]